# چنگیرلاو
چنگیرلاو (قزاقی: Шыңғырлау، شىڭعىرلاۋ) یک شهرک در قزاقستان است که در استان قزاقستان غربی واقع شده‌است. چنگیرلاو ۷۰۰۵ نفر جمعیت دارد.